# Leviathan (achtbaan)
Leviathan is een stalen achtbaan in het Canadese attractiepark Canada's Wonderland.
Leviathan werd gebouwd door de Zwitserse achtbaanbouwer Bolliger & Mabillard (B&M) en opende op 6 mei 2012. Leviathan is met 148 km/u de snelste achtbaan van Canada (voorheen was dat Behemoth) en de achtbaan bezet de achtste plaats op de wereldranglijst.
De achtbaan heeft een maximale baanhoogte van 93,3 meter, een eerste afdaling met een helling van 80° en een baanlengte van 1672,1 meter. De achtbaan maakt gebruik van drie achtbaantreinen met ieder acht wagons, die elk plaats bieden aan vier personen. In totaal kunnen dus 32 personen in één trein.